# Báetán mac Cairill
Báetán mac Cairill, (morto em 581), foi rei dos Dál Fiatach, e grande rei de Ulaid, de circa 572 até sua morte. Era filho de Cairell mac Muiredaig Muinderg (morto em 532) e irmão de Demmán mac Cairill (morto em 572), anterior rei de Ulaid. Segundo algumas fontes, foi grande rei da Irlanda.
Báetán tentou impor sua autoridade sobre o Dál Riata na Escócia, e sobre a Ilha de Man. Genealogistas medievais de Ulster o descrevem como rí Érenn ocus Alban (rei da Irlanda e Escócia), e a citação de um poema, hoje perdido, afirma que ele recebia tributos de Munster, Connaught, Skye e da Ilha de Man. Isto é provavelmente para exaltar o seu poder, e representa o que significava ser um grande rei em tempos muito mais tarde, do que seria na época de Báetán.
É dito que Báetán teria forçado o rei de Dál Riata a pagar homenagens a ele em Rinn Seimne, Islandmagee, perto de Larne, no atual condado de Antrim, possivelmente, em 574 ou início de 575. Pensa-se que Áedán mac Gabráin seria o rei em questão, e as fontes de Ulster dizem que Báetán coletou tributos da Escócia. O poder de Báetán pode melhor ser julgado pelas ações de seus inimigos, Áed mac Ainmuirech do nortista Uí Néill e Áedán mac Gabráin de Dál Riata. Em 575, em Druim Cett, estes dois se encontraram e fizeram uma aliança, promovida pelo futuro São Columba, um membro do Cenél Conaill, assim como Áed, para oporem-se às tentativas de Báetán de aumentar seu poder, espamdindo a influência de Dál Fiatach para além da ilha da Irlanda.
Os Anais de Ulster registram uma expedição do Ulaid à Ilha de Man em 577 e seu retorno em 578, na qual Báetán impôs sua autoridade sobre a ilha. Em 582, depois de sua morte, o os anais registram a tomada de Man por Áedán mac Gabráin.
Báetán foi incapaz de alcançar seus objetivos, mas não foi o último rei do Ulaid a buscar conquistas e aliados no exterior. Fiachnae mac Báetáin do Dál nAraidi seguiria o mesmo caminho na década de 620 e Congal Cáech na de 630.
Báetán era casado com uma mulher do Ui Tuitre (a tribo dos Airgíalla a oeste do Lough Neagh no atual condado de Tyrone), com quem pode ter tido uma aliança. Os descendentes de Báetán não mantiveram a realeza que se tornou o monopólio dos descendentes de seu irmão, o Clã Demmáin. Seus filhos foram mortos por seu primo Máel Dúin mac Fiachnai. Isto está registrado nos anais no ano 605, onde se diz que eles foram mortos por seu irmão uterino.